# Duathlon ai Giochi mondiali 2022 - Staffetta mista
La gara della staffetta mista di duathlon ai Giochi mondiali 2022 si è svolta il 17 luglio 2022 a Birmingham.

## Risultati
| Pos. | Nazione     | Tempo   |
| ---- | ----------- | ------- |
|      | Francia     | 1:18:25 |
|      | Belgio      | 1:19:25 |
|      | Francia     | 1:19:43 |
| 4    | Belgio      | 1:20:00 |
| 5    | Paesi Bassi | 1:21:30 |
| 6    | Paesi Bassi | 1:21:37 |
| 7    | Giappone    | 1:22:42 |
| 8    | Messico     | 1:22:45 |
| 9    | Messico     | 1:22:52 |
| 10   | Filippine   | 1:23:20 |
| 11   | Australia   | 1:23:44 |
| 12   | Sudafrica   | 1:27:53 |
| -    | Stati Uniti | DSQ     |